# ストーリーウェイ
ストーリーウェイ（StoryWay、朝鮮語: 스토리웨이）は、大韓民国のコンビニエンスストアチェーンである。

## 概要
ストーリウェイは、韓国鉄道公社の子会社であるコレイル流通によって運営されている。出店場所は主に韓国鉄道公社が管轄している鉄道駅構内が多い。
前身は、財団法人弘益会が運営する駅売店で、同法人は日本統治時代の1936年7月1日、財団法人鉄道康生会として設立し、日本の鉄道弘済会同様、鉄道公傷者を救済する目的で設立された。一貫して車内販売、駅売店を独占運営してきたが、鉄道庁の公社化に伴い、2005年1月1日をもって営利事業をコレイル流通に分社化した。
販売品目は、サンドイッチ、おにぎりなどの食料品や雑貨などが取り扱われている。電子マネーは、レールプラス、EZL、Tマネーで決済できる。
またストーリウェイが設置している自動販売機も、前述の電子マネーで決済できる。
また交通系電子マネーのレールプラスを、1000ウォン単位でチャージするサービスも行っている。